# Tyrice Walker
Tyrice Walker (ur. 23 maja 1972) – amerykański koszykarz, w latach 1994–2000 zawodnik Mazowszanki Pekaes Pruszków.
Studiował na Xavier University w USA, gdzie był kapitanem drużyny koszykarskiej. W 1992 roku otrzymał tytuł dla zawodnika, który poczynił największy postęp, w dwa lata później dla najbardziej inspirującego zawodnika.
W 2003 roku objął posadę jako trener drużyny Miami Hamilton University (Junior College).
Wystąpił gościnnie, razem z Dominikiem Tomczykiem w 28. odcinku serialu 13 posterunek 2.

## Osiągnięcia
Drużynowe
- 2-krotny mistrz Polski (1995, 1997)
- Wicemistrz Polski (1998)
- Brązowy medalista PLK (2000)
- 2-krotny zdobywca Pucharu Polski (1998, 1999)
- Finalista:
  - Pucharu Polski (1995, 2000)
  - Superpucharu Polski (1999)

Indywidualne
- MVP:
  - Polskiej Ligi Koszykówki (1995[2], 1996)
  - Meczu Gwiazd (1996)[2]
  - Meczu Gwiazd – Polska vs Gwiazdy PLK (1997)
- 5-krotny uczestnik Meczu Gwiazd PLK (1995[2], 1996[2], 1996[3], 1998[4], 2000[3])
- Lider PLK w skuteczności rzutów za 3 punkty (1997)[5]